# Diaptomus novamexicanus
Diaptomus novamexicanus är en kräftdjursart som beskrevs av Herrick 1895. Diaptomus novamexicanus ingår i släktet Diaptomus och familjen Diaptomidae. Inga underarter finns listade i Catalogue of Life.